# История геологии
История геологии (История геологических наук) — самостоятельная наука, изучающая процесс становления, логику и закономерности развития наук геологического цикла. Это раздел геологии, изучающий историю геологических знаний и горного дела.
История геологии является частью историю естествознания и входит в историю человеческой культуры. Это история процесса познания, накопления знаний и борьбы идей.

## История геологии как наука
Предмет и задачи истории геологии:
Предмет науки
- История идей и их взаимодействие в геологии
- История открытий в геологии
- История методов исследования в геологии
- Взаимосвязь геологии со смежными науками
- Установление закономерностей развития геологических знаний

Задачи
- Выяснение объективной истории геологических наук (изучение вклада учёных и организаций в науку)
- Изучение закономерностей развития геологических наук (изучение накопления фактов и изменения теорий)
- Изучение процесса накопления знаний и уточнение периодизации истории геологических наук

Методы
- Исследование связи науки и экономики
- Изучение взаимодействия философских систем
- Рассмотрение связей с другими науками
- Раскрытие закономерностей развития геологии
- Использование научных и исторических методов

Основные этапы
- Донаучный — от начала развития человеческой цивилизации до середины XVIII века (период научных революций в естествознании).
- Научный — в основном с начала XIX века.

История науки и история личности в науке важна для понимания самого хода научного прогресса, оценки прошлых ошибок и предостережение от новых.

## История накопления геологических знаний
Древние греки положили начало научному изучению природы, в частности вопросам о Земле. Одним из первых философов, касающимся геологических вопросов, был Фалес из Милета (около 624–546 гг. до н.э.), который считал, что вода является основным элементом всего сущего. Это представление было важным для дальнейшего обсуждения элементарной природы и структуре Земли. Анаксимандр (около 610–546 гг. до н.э.) развил идеи Фалеса, предлагая концепцию апейрона (беспредельного), как исходного состояния мира. Он также выдвинул гипотезу о том, что Земля имеет форму цилиндра и находится в свободном пространстве, что предвосхитило более поздние идеи о нашей планете. Анаксимен (около 585–528 гг. до н.э.) предположил, что воздух является первоэлементом, из которого формируются другие элементы. Эти мысли, хотя и не имели точных результатов, стимулировали дальнейшие исследования и философские размышления о природе и структуре Земли.
Эмпедокл (около 495–435 гг. до н.э.) предложил идею о четырёх элементах: земле, воде, воздухе и огне, которые, как он считал, сочетались в различных пропорциях для образовывать все явления на Земле. Эта идея впоследствии оказала значительное влияние на философские учения и развивались веками.
Первые геологические знания были получены в динамической геологии — это информация о землетрясениях, извержениях вулканов, размывании гор, перемещении береговых линий. Подобные высказывания встречаются в работах таких учёных как Пифагор, Аристотель, Плиний Старший, Страбон. Изучение физических материалов (минералов) Земли восходит по крайней мере к древней Греции, когда Теофраст (372—287 до н. э.) написал работу «Peri Lithon» («О камнях»). В римский период Плиний Старший подробно описал многие минералы и металлы, и их практическое использование, а также правильно определил происхождение янтаря.
Аристотелевские идеи о "круговороте" земных материалов и натуралистическом подходе к изучению природы стали основой для геологических исследований вплоть до XIX века.
Описание минералов и попытки классификации геологических тел встречаются у Аль-Бируни и Ибн Сины (Авиценны) в X—XI веках. В работах Аль-Бируни содержится раннее описание геологии Индии, он предполагал, что индийский субконтинент был когда-то морем. Авиценна предложил подробное объяснение формирования гор, происхождение землетрясений и другие темы, которые являются центральными в современной геологии, и в котором содержится необходимый фундамент для дальнейшего развития науки. Некоторые современные ученые, такие как Филдинг Х. Гаррисон, считают, что современная геология началась в средневековом исламском мире.
В Китае энциклопедист Shen Kuo (1031—1095) сформулировал гипотезу о процессе формирования земли: на основе наблюдений над ископаемыми раковин животных в геологическом слое в горах в сотнях километров от океана он сделал вывод, что суша была сформирована в результате эрозии гор и осаждения ила.
В эпоху Возрождения геологические исследования проводили учёные Леонардо да Винчи и Джироламо Фракасторо. Они впервые предположили, что ископаемые раковины являются остатками вымерших организмов, а также, что история Земли длиннее библейских представлений. Нильс Стенсен дал анализ геологическому разрезу в Тоскане, он объяснил последовательность геологических событий. Ему приписывают три определяющих принципа стратиграфии: принцип суперпозиции, принцип первичной горизонтальности слоёв и принцип последовательности образования геологических тел. Основы минералогии заложил Георгий Агрикола.

### Становление геологических знаний
В 1683 году Мартин Листер предложил Лондонскому королевскому обществу обозначать на картах почвы и минералы. Это считается моментом рождением геологической съёмки и геологических карт.

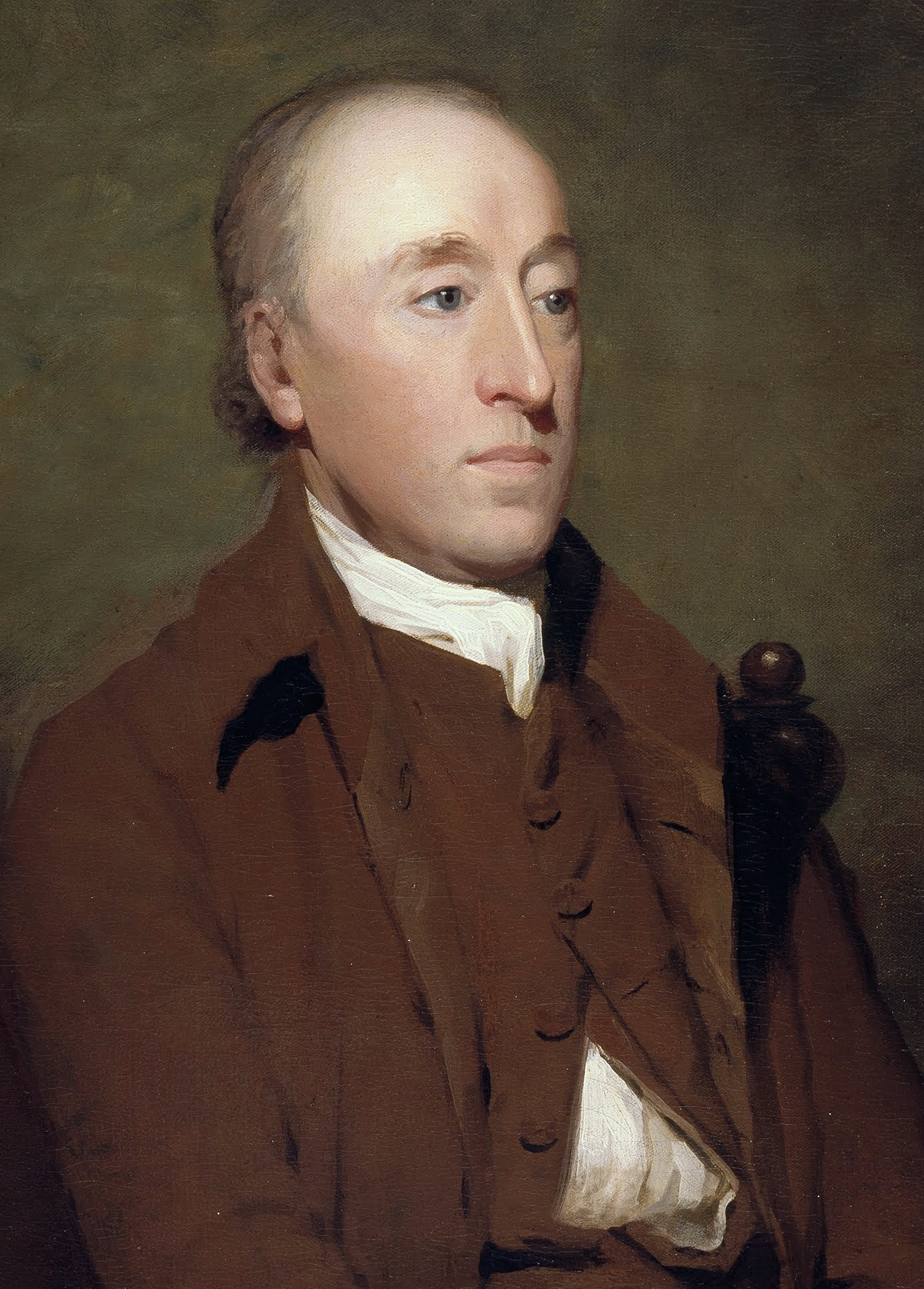
Джеймс Хаттон — отец современной геологии

В конце XVII — начале XVIII века появилась общая теория Земли, которая получила название дилювианизма. По мнению учёных того времени осадочные породы и окаменелости в них образовались в результате всемирного потопа. Эти воззрения разделяли Роберт Гук (1688), Джон Рэй (1692), Джон Вудворд (1695), И. Я. Шёйкцер (1708) и другие.
Во второй половине XVIII века резко возросли потребности в полезных ископаемых, что привело к изучению недр, в частности накоплению фактического материала, описанию свойств горных пород и условий их залегания, разработке приёмов наблюдения. В 1785 году Джеймс Хаттон представил для Королевского общества Эдинбурга документ, озаглавленный «Теория Земли». В этой статье он объяснил свою теорию о том, что Земля должна быть намного старше, чем ранее предполагалось, для того, чтобы обеспечить достаточное время для эрозии гор, и чтобы седименты (отложения) образовали новые породы на дне моря, которые, в свою очередь, были подняты чтобы стать сушей (теория глубокого времени). В 1795 году Хаттон опубликовал двухтомный труд, описывающий эти идеи (Vol. 1, Vol. 2). Джеймс Хаттон часто рассматривается как первый современный геолог. Последователи Хаттона были известны как плутонисты, из-за того что они считали, что некоторые породы (базальты и граниты) были сформированы в результате вулканической деятельности и являются результатом осаждения лавы из вулкана.
Другой точки зрения придерживались нептунисты, во главе с Абраамом Вернером, который считал, что все породы осели из большого океана, уровень которого с течением времени постепенно снизился, а вулканическую деятельность объяснял подземным горением каменного угля.
В то же время в России увидели свет научные труды М. В. Ломоносова «Слово о рождении металлов от трясения Земли» (1757) и «О слоях земных» (1763), в которых он признавал влияние и внешних, и внутренних сил на развитие Земли.

### Регионально-геологические исследования

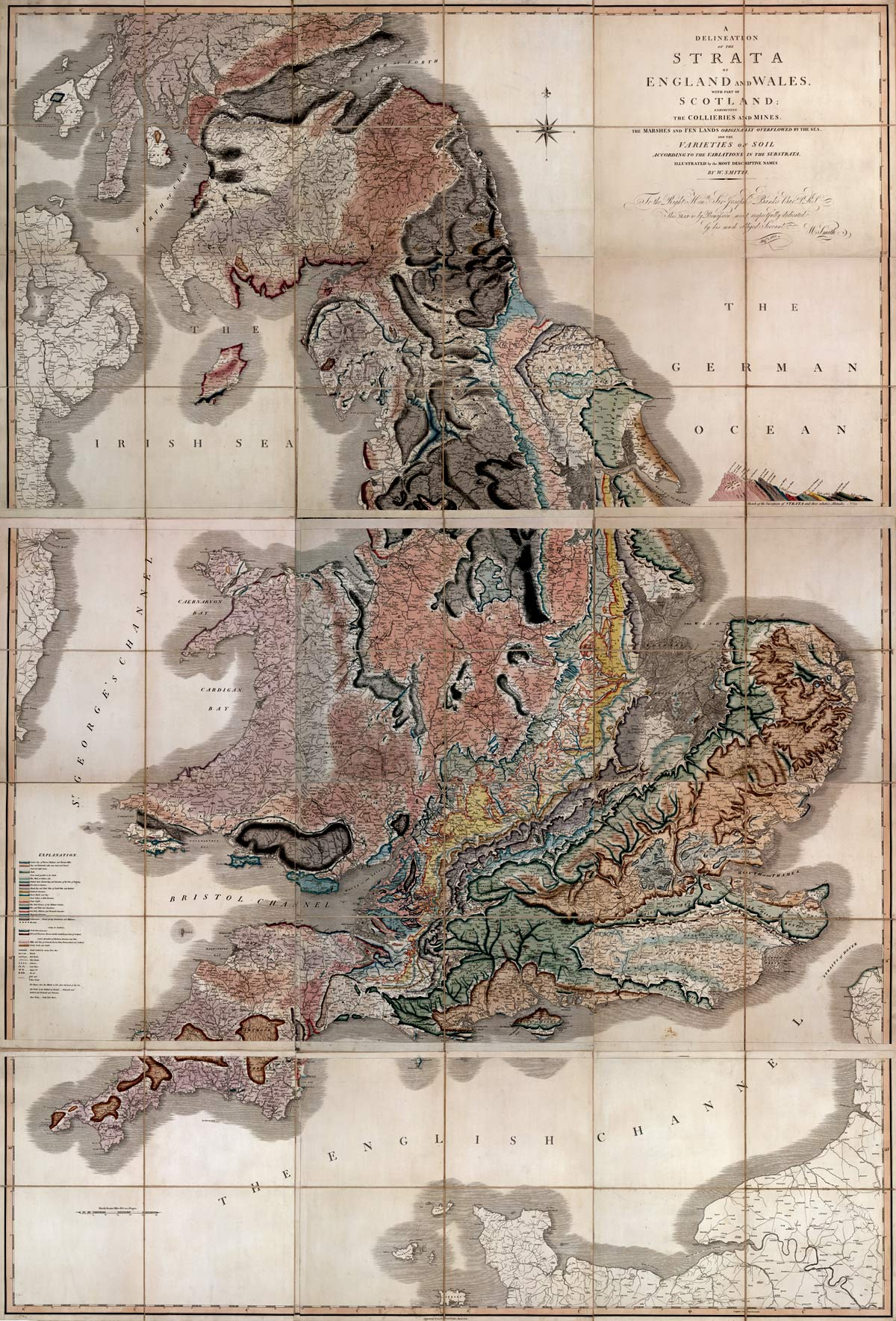
Геологическая карта Англии, Уэльса и южной Шотландии У. Смита1815 г.

В 1815 году английским геологом Ульямом Смитом впервые опубликована крупномасштабная карта, отображающая геологическое строение целого региона — Геологическая карта Англии и Уэльса. Его карта содержит упорядоченные горные пласты, выделенные по содержащимся в них окаменелостям. Смит составил «шкалу осадочных образований Англии». Работы по разделению пластов продолжились учёными Жоржем Кювье и А. Броньяру.
В 1822 году была выделена каменноугольная и меловая системы, что положило начало стратиграфической систематике. Основные подразделения современной стратиграфической шкалы были приняты официально в 1881 году в Болонье на 2-м Международном геологическом конгрессе. Первыми геологическими картами в России были работы Д. Лебедева и М. Иванова (карта Восточного Забайкалья, 1789—1794), Н. И. Кокшарова (Европейская Россия, 1840), Г. П. Гельмерсена («Генеральная карта горных формаций Европейской России», 1841). На картах Кокшарова уже были отмечены силурийская, девонская, нижне карбонская, лейасовая и третичная формации.
Вместе с тем, методологические основы такого деления ещё уточнялись в рамках нескольких теорий. Ж. Кювье разработал теорию катастроф, утверждающую, что особенности Земли формируются в одном, катастрофическом событии и остаются неизменными в дальнейшем. Л. Бух объяснял движения земной коры вулканизмом (теория «кратеров поднятия»), Л. Эли де Бомон связывал дислокацию слоёв со сжатием земной коры при остывании центрального ядра. В 1830 году Чарлз Лайель впервые опубликовал свою знаменитую книгу «Основы геологии». Книга, которая повлияла на идеи Чарльза Дарвина, успешно способствовала распространению актуализма. Эта теория утверждает, что медленные геологические процессы имели место на протяжении истории Земли и все ещё происходят сегодня. Хотя Хаттон верил в актуализм, идея не была широко принята в то время.
Большую часть XIX века геология вращалась вокруг вопроса о точном возрасте Земли. Оценки варьировались от 100 000 до нескольких миллиардов лет. В начале XX века радиометрическое датирование позволило определить возраст Земли, оценка составила два миллиарда лет. Осознание этого огромного промежутка времени открыло двери для новых теорий о процессах, которые сформировали планету. Самым значительным достижением геологии в XX веке было развитие теории тектоники плит в 1960 году и уточнение возраста планеты. Теория тектоники плит возникла из двух отдельных геологических наблюдений: спрединга морского дна и континентального дрейфа. Эта теория революционизировала науки о Земле. В настоящее время известно, что возраст Земли составляет около 4,5 миллиардов лет.

### Современная геология
В конце XIX века экономические потребности стран в отношении недр привели к изменению статуса науки. Появилось множество геологических служб, в частности геологическая служба США (1879) и геологический комитет России (1882). Была введена подготовка специалистов-геологов.
В 1948 году состояние геологических наук в СССР было обобщено на Сессии Института геологических наук АН СССР.
В 1961—1991 годах публиковалась «Геологическая изученность СССР».
С целью пробудить интерес к геологии Организацией Объединённых Наций 2008 год провозглашён «Международным годом планеты Земля».
История геологии обобщает накопленные сведения и занимается синтезом геологических знаний по различным направлениям и методам исследований и теоретическим концепциям. В данном случае история науки выступает как фундаментальная дисциплина, необходимая для дальнейшего прогресса в геологии. Прослеживая развитие тех или иных гипотез, мы можем успешно двигаться вперед, избегая ошибок прошлого.

## Организации

### Первые научные общества
Для развития геологии и её истории очень важна деятельность научных обществ и организаций. Старейшие из них (по дате основания):
- 1660 — Лондонское королевское общество по развитию знаний о природе
- 1737 — Эдинбургское общество по развитию искусств и наук и особенно знаний о природе
- 1765 — Императорское Вольное экономическое общество к поощрению в России земледелия и домостроительства
- 1792 — Минералогическое общество Йены
- 1796 — Общество Аскеза (Askesian Society)
- 1801 — Вольное общество любителей словесности, наук и художеств
- 1805 — Императорское московское общество испытателей природы (МОИП)
- 1807 — Геологическое общество Лондона
- 1808 — Эдинбургское вернеровское общество (Wernerian Natural History Society)
- 1816 — Минералогическое общество Дрездена (Дрезденское вернеровское общество)
- 1817 — Санкт-Петербургское минералогическое общество
- 1817 — Фармацевтическое общество Санкт-Петербурга
- 1825 — Учёный комитет корпуса горных инженеров
- 1830 — Геологическое общество Франции
- 1831 — Британская научная ассоциация (British Association for the Advancement of Science)
- 1845 — Русское географическое общество
- 1863 — Императорское общество любителей естествознания, антропологии и этнографии
- 1868 — Императорское Санкт-Петербургское общество естествоиспытателей и врачей
- 1882 — Геологический комитет (Геолком)
- 1888 — Геологическое общество Америки.

### Изучение истории геологии в России
В 1921 году по предложению В. И. Вернадского была создана Комиссия по изучению истории науки, философии и техники" при РАН (1921—1926)
Съезды геологов рассматривали вопросы истории геологии:
- с 1878 — Международный геологический конгресс (МКГ). Прошло 35 сессий.
- c 1922 — Генеральные ассамблеи Международного геодезического и геофизического союза. Прошло 25 ассамблей.
- с 1867 по 1916 — Съезды русских естествоиспытателей и врачей
- с 1922 — Всероссийский съезд геологов (перерыв с 1928 по 2000 год). Прошло 8 съездов.

В 1936 году академик А. Е. Ферсман писал:

Очень важным является исторический отдел, то есть ознакомление с историей наук и её главнейшими этапами. Незнание истории своих собственных исследований — вопиющая черта наших учреждений и молодых работников и с ней надо бороться.
Научные учреждения связанные с изучением истории геологии в России и СССР:
- 1921 — Комиссия по изучению истории науки, философии и техники Российской академии наук[20]
- 1926 — Возобновление работы Комиссии[21]. Переименование в Комиссию по истории знаний (КИЗ) АН СССР. Председатель В. И. Вернадский[22].
- 1930—1932 — Институт истории науки и техники АН СССР. Председатель Н. И. Бухарин.
- 1932—1944 — Комиссии по истории отдельных наук в различных отделениях АН СССР.
- 1948 — Ноябрьская сессия Института геологических наук АН СССР приняла решение начать активное изучение истории геологии и пропагандировать приоритет и достижения отечественных учёных[23].
- 1951 — Создан Отдел истории геологии в ИГН АН СССР, затем ГИН АН СССР. Основана В. В. Тихомировым. Первая организация создавшая специальную группу и научную тему для разработки проблем истории геологии (научная тема: «История идей и методов в геологии»)[24].
- 1953—1991 — Комиссия по геологической изученности СССР, публиковала издание «Геологическая изученность СССР».

На 1951 год было запланировано издание коллективом авторов I тома «История геологических наук в СССР: с древнейших времён до наших дней», но оно не состоялось.

### Международные организации по истории геологии
Вопросами истории геологии занимались:
- 1929—1955 — Международный союз истории науки (IUHS; l’Académie internationale d’histoire des sciences).
- С 1955 — Международный союз истории и философии науки (IUHPS).
- С 1967 — Международный комитет по истории геологических наук (International Committee on the History of Geological Sciences), затем переименован (1980) — Международная комиссия по истории геологических наук (International Commission on the History of Geological Sciences; INHIGEO), входит в Международный союз геологических наук (IUGS).

## Преподавание
История геологии в образовательных учреждениях началась с курсов:
- 1902 — Императорский Московский университет — курс лекций истории естествознания В. И. Вернадского.
- 1948 — Введение в ВУЗах курса Истории геологии[26].
- 1949 — на вновь созданном Геологическом факультете МГУ была создана Кафедра истории геологических наук[27] (в 1953 году преабразована в межкафедральный Кабинет истории геологических наук)[28][29]
- 1952 — программа курса Истории геологии была утверждена Минвузом СССР для всех геологических факультетов университетов.

Курс «История и методология геологических наук» стартовал на Геологическом факультете МГУ в 1949 году, лекции читали:
- Гордеев, Демьян Игнатьевич (1903—1981) — заведующий кабинетом истории геологии Геологического факультета МГУ, разработал первую программу курса лекций[31].
- Хаин, Виктор Ефимович (1914—2009) — соавтор учебников по истории геологии.
- Чернов, Вадим Георгиевич (1932—1990) — автор книг по истории геологии
- Рябухин, Анатолий Георгиевич (род. 1941) — заведующий лабораторией истории и методологии геологических наук (1990—2014)[32]
- Гущин, Александр Иванович (род. 1949)[33]

## Награды и премии
Награды по истории геологии:
- Премия за выдающиеся заслуги в истории и философии геологии (англ. Award for distinguished service to the history and philosophy of geology, GSA) — американская награда, Геологическое общество Америки
- Премия М. К. Рэббит по истории геологии (англ. Mary C. Rabbitt History of Geology Award, GSA) — награда Отдела истории геологии Геологического общества Америки
- Медаль по истории геологии имени В. В. Тихомирова (англ. Vladimir V. Tikhomirov History of Geology Award) — международная награда с 2012 года (IUGS и INHIGEO)

### Серийные издания по истории геологии
- Материалы к истории геологии в СССР. Биобиблиографический словарь. в 8 выпусках. М.: ВИНИТИ, 1965—1978: Вып. 1 (Аалоэ — Алямкина), 1965. 477 с.; Вып. 2 (Амалицкая — Аянов), 1965. 614 с.; Вып. 3 (Баакашвили — Баярунас), 1965. 539 с.; Вып. 4 (Бгатов — Биячуев), 1967. 475 с.; Вып. 5 (Благовещенская — Бояршинова), 1969. 628 с.; Вып. 6 (Брагалия — Бунэ), 1972. 360 с.; Вып. 7 (Бура — Бялыницкий-Бируля), 1973. 230 с.; Вып. 8 (Вааг — Варюхина), 1978. 384 с.; Продолжение: Информационная система «История геологии и горного дела».
- Очерки по истории геологических знаний издаётся c 1953 года.
- История наук о Земле — журнал издаваемый ИФЗ РАН с 2008 года. Пока издано 4 тома по 4 номера (2008—2011).
- Earth Sciences History — журнал Общества истории наук о Земле (США), издаётся с 1982 года.
- История наук о Земле (серия сборников) (с 2007) — серийное издание (сборник статей, коллективная монография), по материалам конференций Института истории естествознания и техники имени С. И. Вавилова РАН.
- Вопросы истории естествознания и техники (с 1980) — журнал где печатаются статьи по истории геологии.
- Исследования по истории и философии науки и техники (укр. Дослідження з історії і філософії науки і техніки; англ. Studies in History and Philosophy of Science and Technology) — Днепропетровск
- Наука и науковедение (укр. Наука та наукознавство; англ. Science and Science of Science) — Киев.